# Protestas en Guinea de 2019-2020
Las protestas en Guinea de 2019-2020 o Front National Pour La Défense De La Constitution (FNDC) fueron una serie de manifestaciones y disturbios civiles masivos en Guinea contra el gobierno de Alpha Condé que estallaron por primera vez el 14 de octubre de 2019 contra los cambios constitucionales. Más de 800 personas murieron en enfrentamientos violentos, lo que causó enfrentamientos étnicos y esto generó aún más retórica, mientras que los manifestantes aún resistieron a pesar de la dura represión. Después de las elecciones presidenciales de 2020, se produjeron disturbios generalizados que provocaron la muerte de 27 manifestantes.

## Antecedentes
En Guinea, la disidencia política ha sido silenciada desde la huelga general de 2007, en la que murieron 100 personas. Cientos de personas han sido arrestadas en casos separados de violencia, como las protestas de 2009, los disturbios de 2013 y muchos más. Después de una ola de manifestaciones sin precedentes contra los resultados de las elecciones presidenciales de 2015, 70 manifestantes fueron asesinados y más de 400 fueron arrestados en seis meses de protestas. En 2019, los manifestantes habían tenido suficiente con el gobierno y un nuevo proyecto de ley que permitía cambios y referendos constitucionales, por lo que los manifestantes comenzaron a manifestarse.

### Consignas
Los manifestantes reclaman en primer lugar la no candidatura de Alpha Condé para un tercer mandato y la no modificación de la nueva constitución en Guinea. ¡Loco, loco, loco! ¡Vete, Alpha Conde! ¡No hay nueva constitución hasta que te hayas ido! Son consignas populares durante el movimiento popular y manifestaciones generalizadas.

### Protestas previas al referéndum constitucional
Las protestas contra el referéndum en el período previo al día de las elecciones provocaron la muerte de más de 32 personas entre octubre de 2019 y marzo de 2020, con protestas regulares en Conakri y otras ciudades como Labé, Mamou, Boké o Nzérékoré.
Durante las protestas, varias oficinas gubernamentales, escuelas y comisarías fueron atacadas con el objetivo de destruir el material de votación. Algunas de las escenas que tuvieron lugar durante ese período incluyeron a agresores que ingresaron a una comisaría de policía en Mamou y rompieron listas de votantes y saquearon cajas de tarjetas electorales; se incendiaron dos escuelas que estaban previstas para ser utilizadas como centros electorales; También se incendiaron varios edificios administrativos en el norte y sur del país; y en Labé, se quemaron neumáticos en las calles y se levantaron barricadas en las carreteras.

## Protestas
Entre el 14 y el 15 de octubre, una ola de protestas golpeó a Conakri después de que el presidente Alpha Condeé cambiara la constitución. Cinco murieron en diversas protestas. Las protestas se extendieron a casi una docena de ciudades el 16 de octubre. Los disturbios se salieron de control cuando se produjeron abusos contra la tribu fulani. Miles de manifestantes arrojaron piedras a la policía y tres murieron entre el 18 y el 19 de octubre. El malestar se extendió a Nzérékoré, la tercera ciudad más grande del país. La policía disparó munición real para dispersar a los manifestantes. Los cánticos antigubernamentales exigían el fin del gobierno.
Los tanques y los soldados irrumpieron en las ciudades cuando estallaron los disturbios a nivel nacional. Entre el 20 y el 28 de octubre se produjeron diversos actos de desobediencia civil y cientos cantaron y corearon consignas contra el presidente Alpha Condé. La violencia de la policía contra las tribus se prolongó durante cuatro días. Las protestas antimilitares y a favor de la democracia aumentaron después de que estallaron las protestas callejeras. Entre el 14 y el 17 de noviembre, una ola de protestas afectó a las principales ciudades del país. Al menos 100 murieron en los disturbios posteriores a mediados de octubre. Miles de personas se manifestaron del 19 al 24 de noviembre para exigir el fin de la corrupción, la escasez y la pobreza. Los disturbios intimidaron a los donantes internacionales y los medios de comunicación reportaron las protestas.
Los actos de violencia arrasaron ciudades y suburbios pobres en Guinea mientras las manifestaciones antigubernamentales se descontrolaban. Decenas de miles de simpatizantes y trabajadores de la oposición salieron a las calles, exigiendo mejores salarios y cheques de pago para reanudar su labor. La agitación económica y la crisis política fueron algunas de las causas de los disturbios civiles. Se produjo un conflicto entre los manifestantes y la policía cuando el ejército rompió los bloqueos y las fuerzas de seguridad abrieron fuego contra los manifestantes, matando al menos a siete solo en diciembre.
Durante meses, cientos de miles de guineanos han salido a las calles para protestar semanalmente contra la tercera postulación de Condé.  Los manifestantes cantaron la frase “esto no pasará”, el lema del movimiento de protesta y quemaron neumáticos de autos. Muchos visten camisetas, brazaletes, gorras y pañuelos rojos, el color de la coalición de oposición Front National Pour La Défense De La Constitution (FNDC).
Hubo manifestaciones masivas en Guinea del 16 al 17 de enero. Dos murieron en la represión. Entre el 30 y el 31 de enero, cuatro personas murieron en protestas masivas cuando miles de personas arrojaron piedras y corearon consignas contra el gobierno y el primer ministro. Las denuncias de brutalidad policial se presentaron ante los tribunales. El referéndum constitucional de 2020 se enfrentó a cinco días de manifestaciones sin precedentes e intensos enfrentamientos con los militares, que dispararon con munición real y mataron al menos a trece manifestantes. Después de que se sacaron los resultados, los manifestantes de la oposición salieron a las calles para exigir el fin de los escándalos de corrupción y el gobierno y la renuncia del presidente Alpha Condé. Entre abril y julio de 2020, las huelgas por una mejor electricidad se apoderaron de áreas en todo el país, matando a siete debido a que se cortó el suministro eléctrico.
Después de que la cuarentena en todo el país prohibiera las acciones de protesta y las reuniones, cientos desafiaron la prohibición y tomaron las calles como una continuación del movimiento de protesta. Una persona resultó herida cuando se utilizó gas lacrimógeno para dispersar a los manifestantes. La policía antidisturbios irrumpió en complejos y vecindarios del 20 al 31 de julio.
Después de una pausa, se llevaron a cabo mítines a nivel nacional liderados por la oposición. Diez manifestantes fueron asesinados en las protestas preelectorales que exigían que el presidente Alpha Condé renunciara y no se postulara para un tercer mandato en las elecciones presidenciales de 2020.
Una serie de huelgas antigubernamentales a nivel nacional se intensificó después del anuncio de los resultados de las elecciones presidenciales de 2020. Los manifestantes lanzaron piedras y arrojaron huevos, exigiendo reformas democráticas, justicia para quienes habían muerto debido a los disturbios políticos, elecciones libres y un nuevo gobierno liderado por la oposición. Cuatro murieron por la violencia de las fuerzas militares contra huelguistas y manifestantes. Después de una serie de protestas de una semana, los manifestantes mantuvieron la calma después de que 23 fueran asesinados por fuerzas policiales que atacaron a manifestantes y periodistas que pedían libertad y elecciones justas.

## Galería

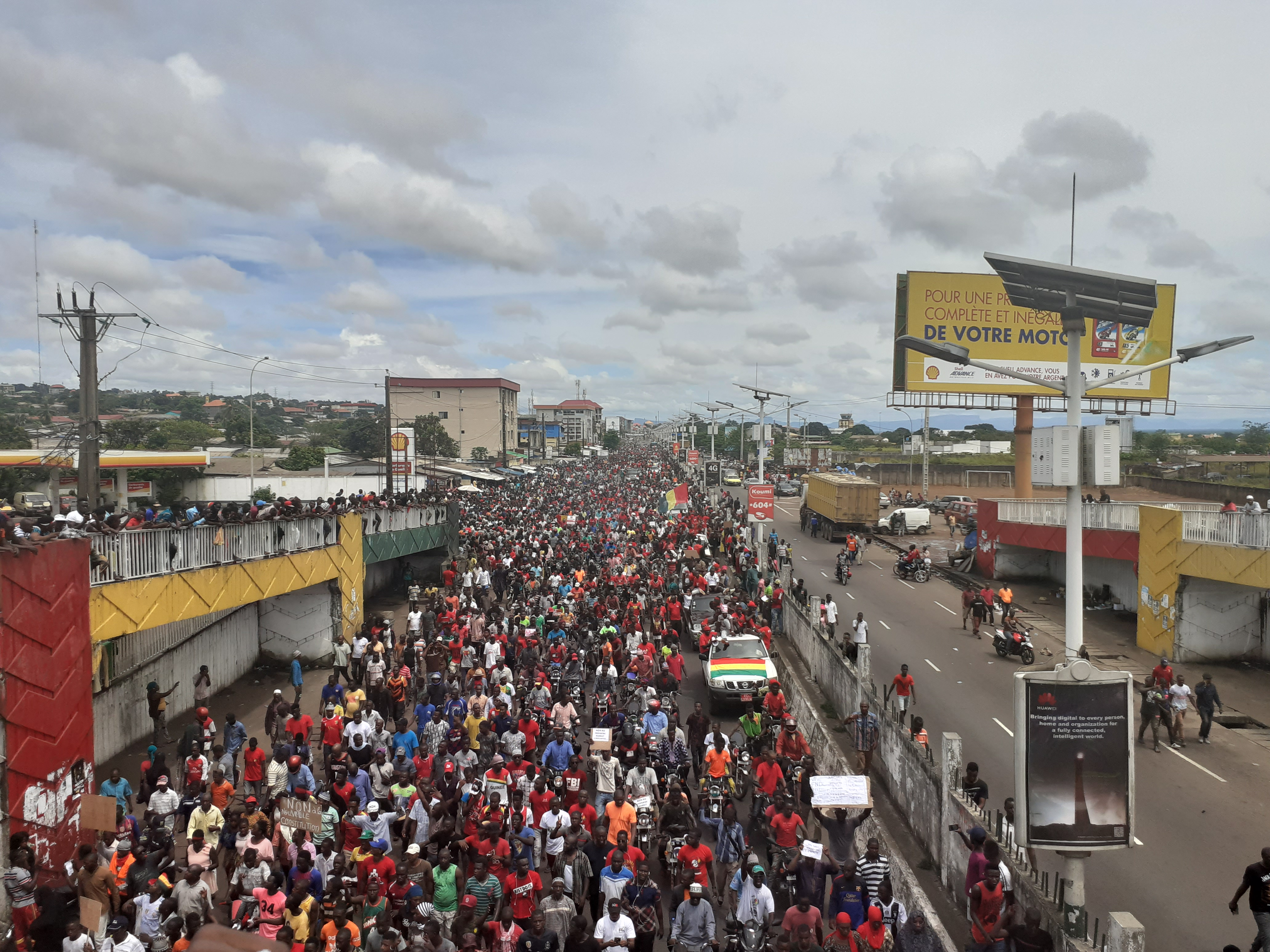
Protestas en Conakri del 24 de octubre de 2019
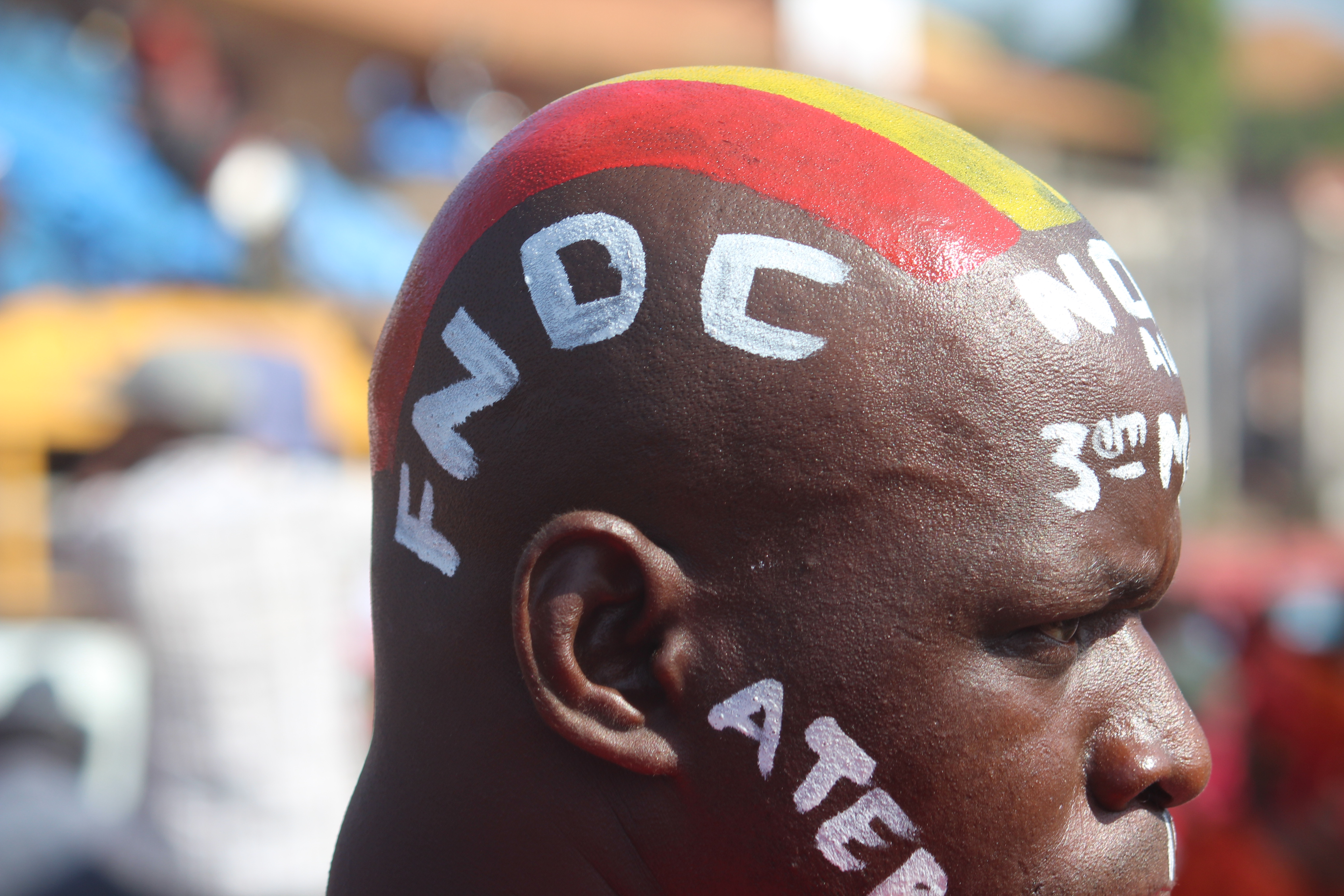
Manifestante
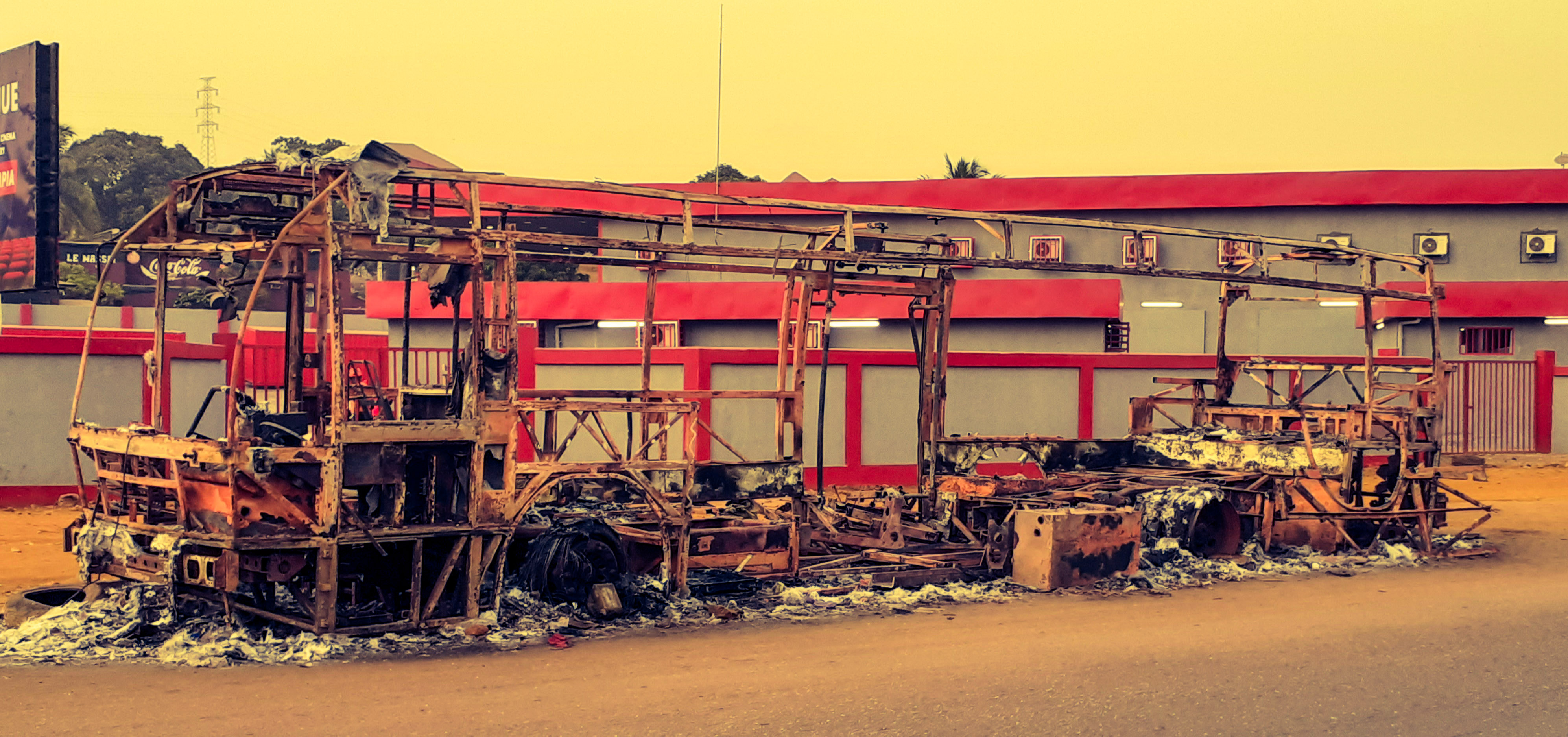
Bus saqueado durante los disturbios
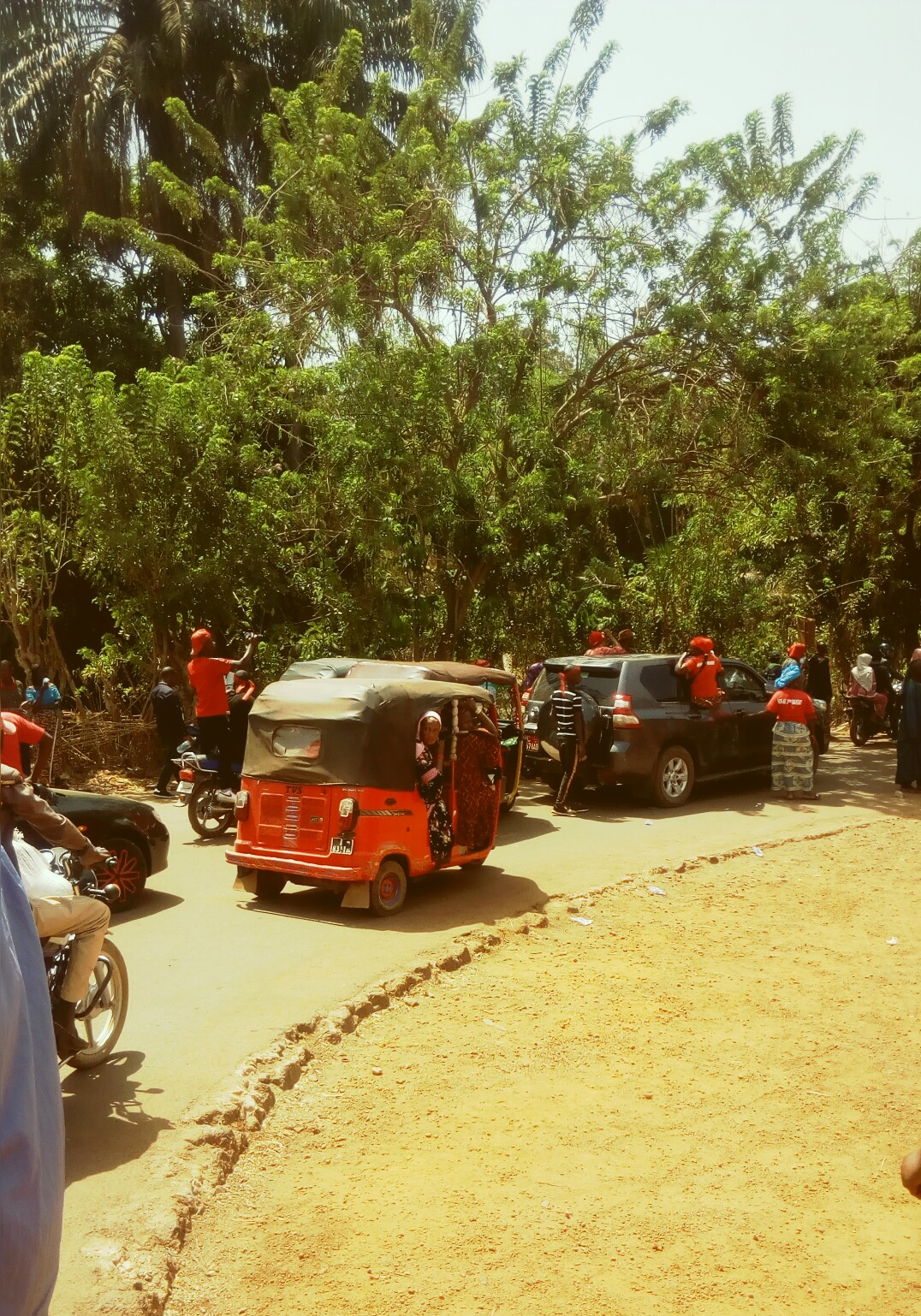
Tuk-Tuk rodeado de manifestantes
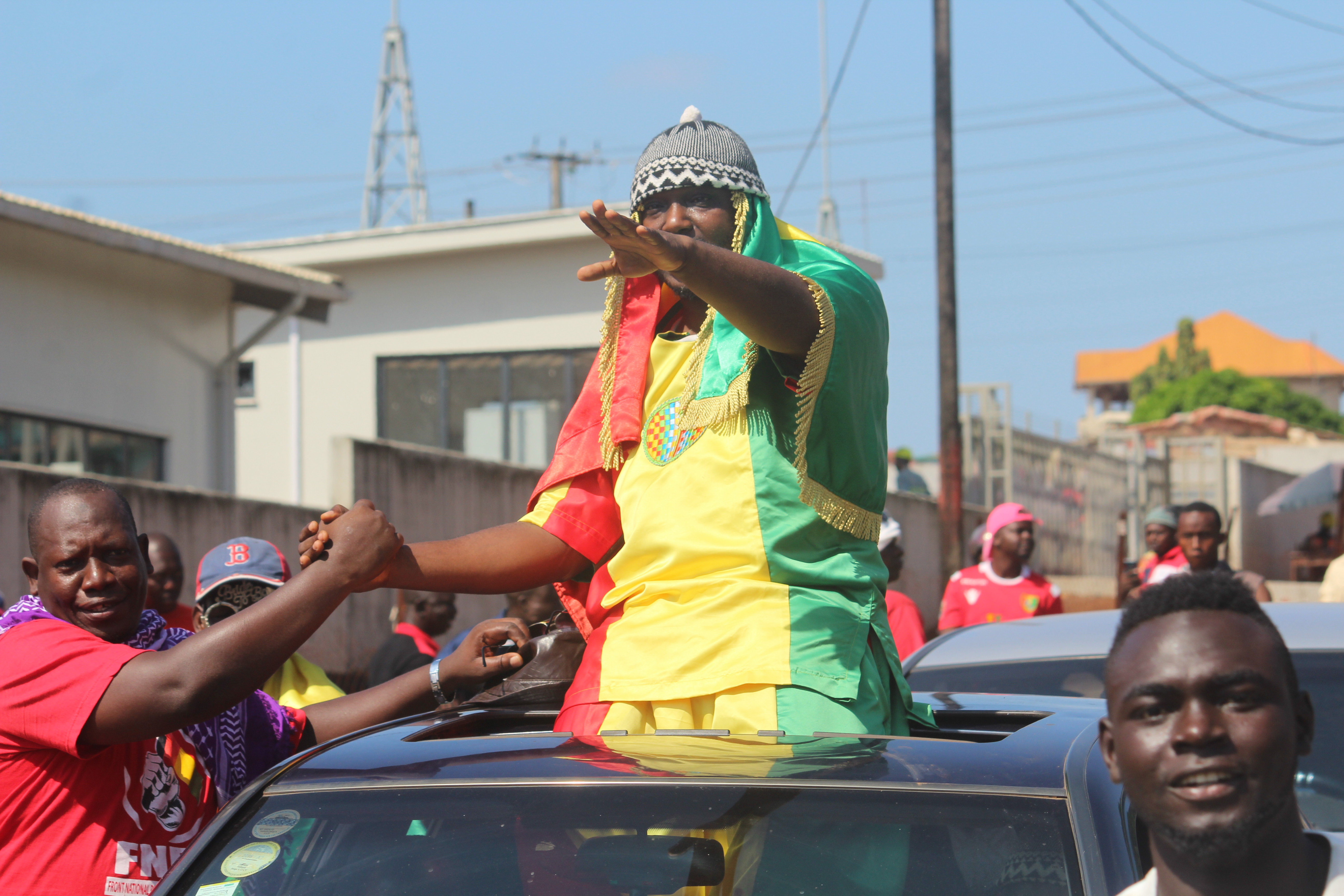
Un manifestante envuelto en la bandera de Guinea
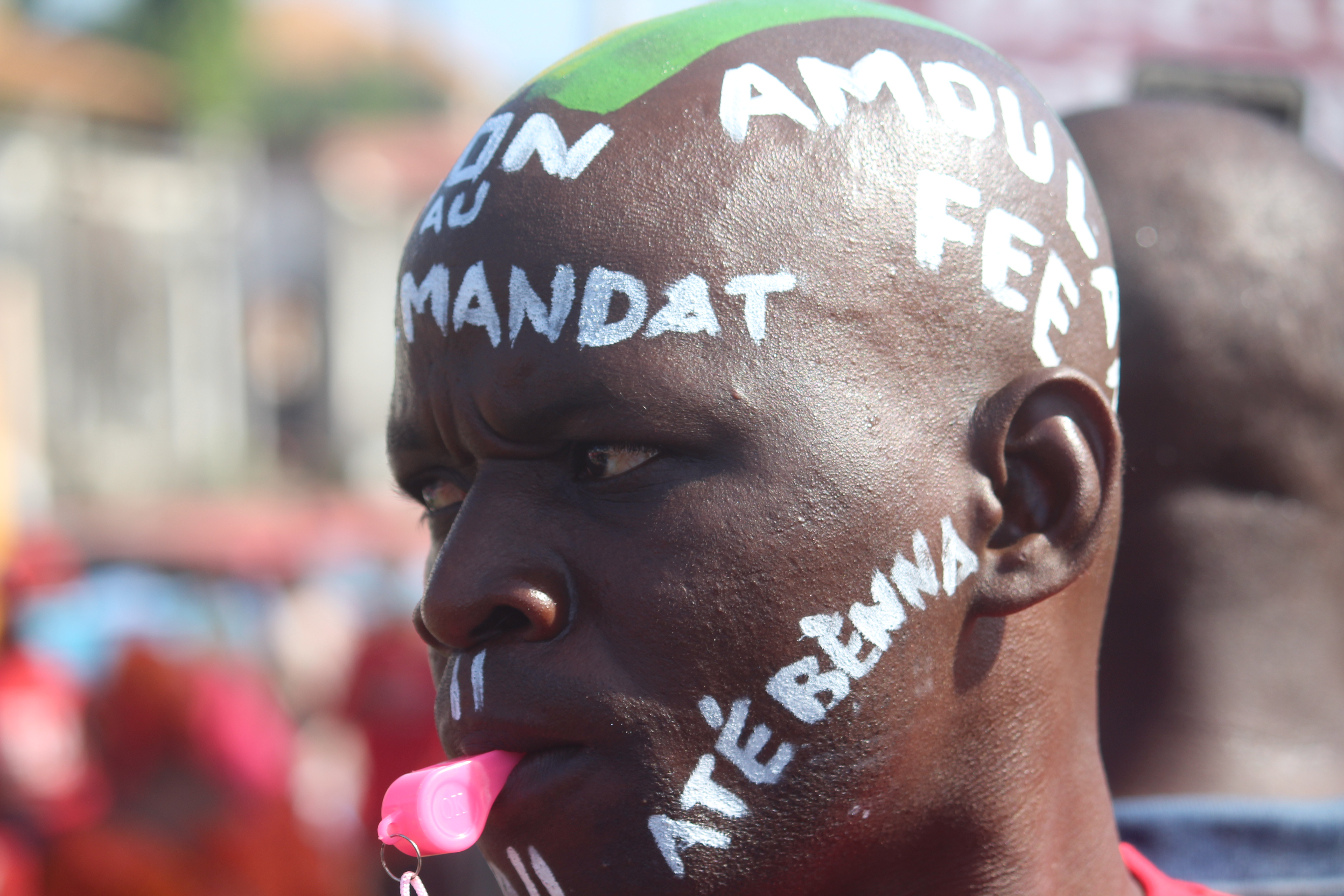
Un manifestante en Nzérékoré
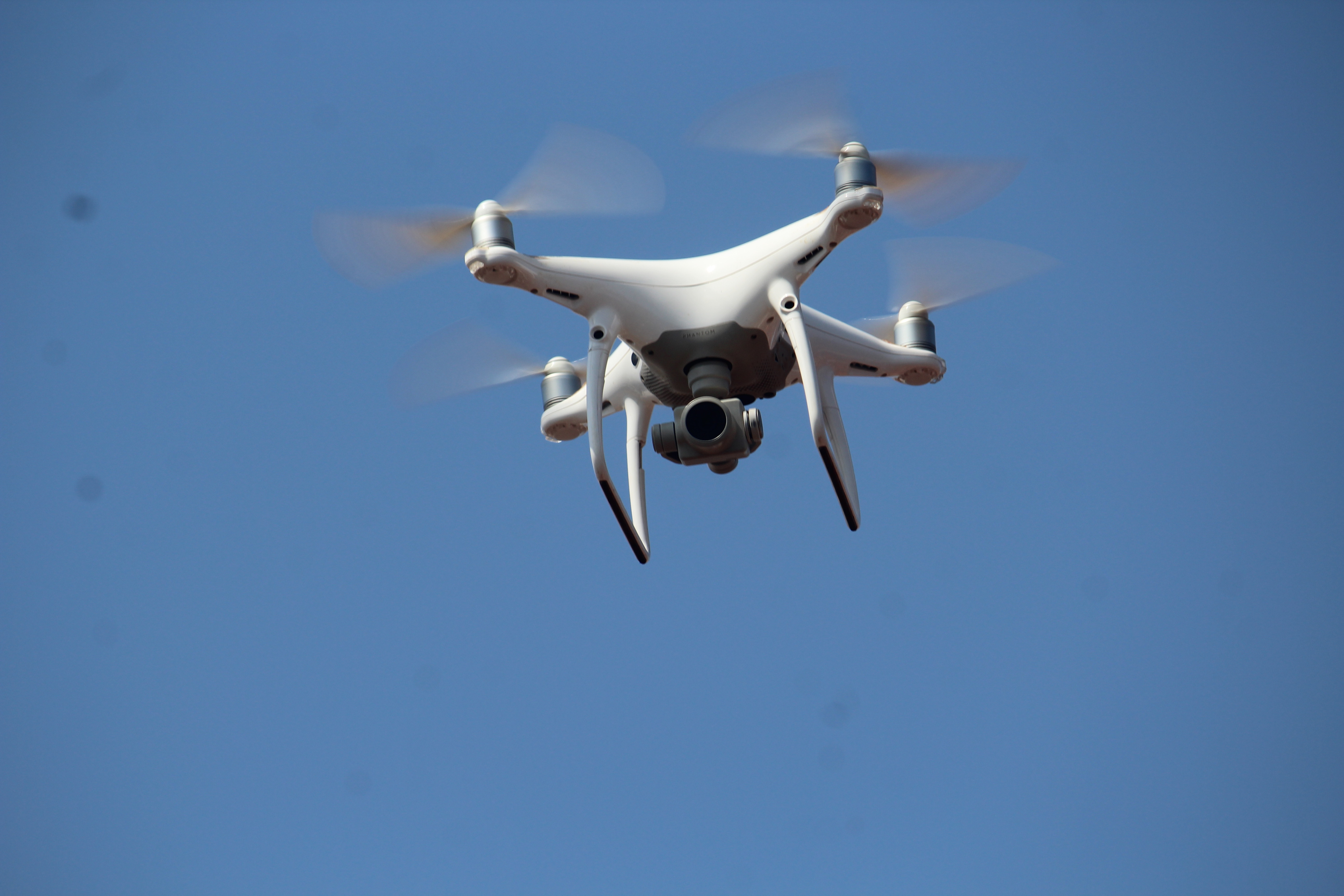
Los drones solían flotar en las protestas